# 久保田貫一郎
久保田 貫一郎 （くぼた かんいちろう、1902年（明治35年）3月2日 - 1977年（昭和52年）7月14日）は、日本の外交官。外務省参与やカンボジア国最高顧問、駐南ベトナム大使を務めた。

## 人物
和歌山県出身。進路に海軍兵学校か外交官か悩んだ末に外交官を志し、1924年に東京商科大学（一橋大学の前身）に入学。同校を中退し、外務省入省。
1953年に日韓会談で日本側首席代表を務めた。その後在メキシコ特命全権大使、在南ベトナム特命全権大使等を務めた。
妻清子は石井菊次郎（元外務大臣）の子。

## 略歴
- 1902年 和歌山の農家、久保田広助の三男として生まれる[1]。その後旧制和歌山中学校（和歌山県立桐蔭中学校・高等学校の前身）入学[1]。
- 1924年 高等試験外交科試験に合格[1]。東京商科大学（一橋大学の前身）中退、外務省在外研修員に就任しフランスに赴任する[1]。その後ベルギー、ソヴィエト連邦等在勤[1]。
- 1939年 ハルビン総領事[1]
- 1942年 外務省政務局三課長[1]
- 1944年 サイゴン総領事[1]
- 1945年 カンボジア国最高顧問[1]
- 1948年 総理庁北海道連絡事務局長[1]
- 1949年 参議院外務委員会専門員[1]
- 1953年 外務省参与（日韓会談首席代表）、在メキシコ特命全権大使[1]
- 1954年 在エルサルバドル・グアテマラ・ホンジュラス・ニカラグア・コスタリカ・パナマ等中米6カ国の公使を兼任。
- 1958年 在南ベトナム特命全権大使[1]
- 1962年 日本国際問題研究所理事長（1965年まで在任）[1]
- 1965年　歌会始召人を務める。

## 久保田発言
日韓基本条約に向けての日韓会談で、韓国併合が結果的にインフラ投資等で韓国の生活水準向上に貢献したと発言し、韓国から「久保田妄言」として反発された。

## 著書
- 『最近のソ聯國内事情』皐月會, 1938
- 『メキシコ 歌集』一路叢書：短歌新聞社, 1957 ほか